# Adam Tuominen

Adam Tuominen (22 de janeiro de 1980, Adelaide, Austrália Meridional) é um ator australiano,  conhecido por interpretar Hunter Bradley, o Ranger Rubro na série de televisão Power Rangers Tempestade Ninja.

## Filmografia

### Filmes
- Temptation (2003) - Courier
- A Second Chance (2011) com Nina Pearce e Emily Morris
- My Friend Pillow

### Televisão
- Underbelly: Razor (2011) - Frank "Razor Jack" Hayes, parte da gangue Bruhn
- McLeod's Daughters
  - "Lost & Found" (2006) - John Nostier
- Power Rangers: Dino Thunder
  - "Thunder Storm: Part 2" (2004) - Hunter Bradley/Crimson Thunder Ranger
  - "Thunder Storm: Part 1" (2004) - Hunter Bradley
- Power Rangers: Ninja Storm (2003) - Hunter Bradley/Crimson Thunder Ranger
- Young Lions
  - Episode #1.5 (2002) - Nathan Smyth
- Always Greener
  - "Mirror Image" (2002) - Aaron/Drew Savage

### Video games
- Power Rangers: Ninja Storm (2003) - Crimson Ranger